# Sistema de Tránsito de Tren Ligero de Manila
El Sistema de Tránsito de Tren Ligero de Manila o conocido como LRT es el sistema de tren ligero de la ciudad de Manila. A pesar de ser tren ligero, hoy en día su funcionamiento se acerca más a los sistemas metropolitanos, con una alta densidad de pasajeros, derechos de vía exclusivos y un posterior uso total de vagones de metro y no de tren ligero.

## Línea Azul o Metro

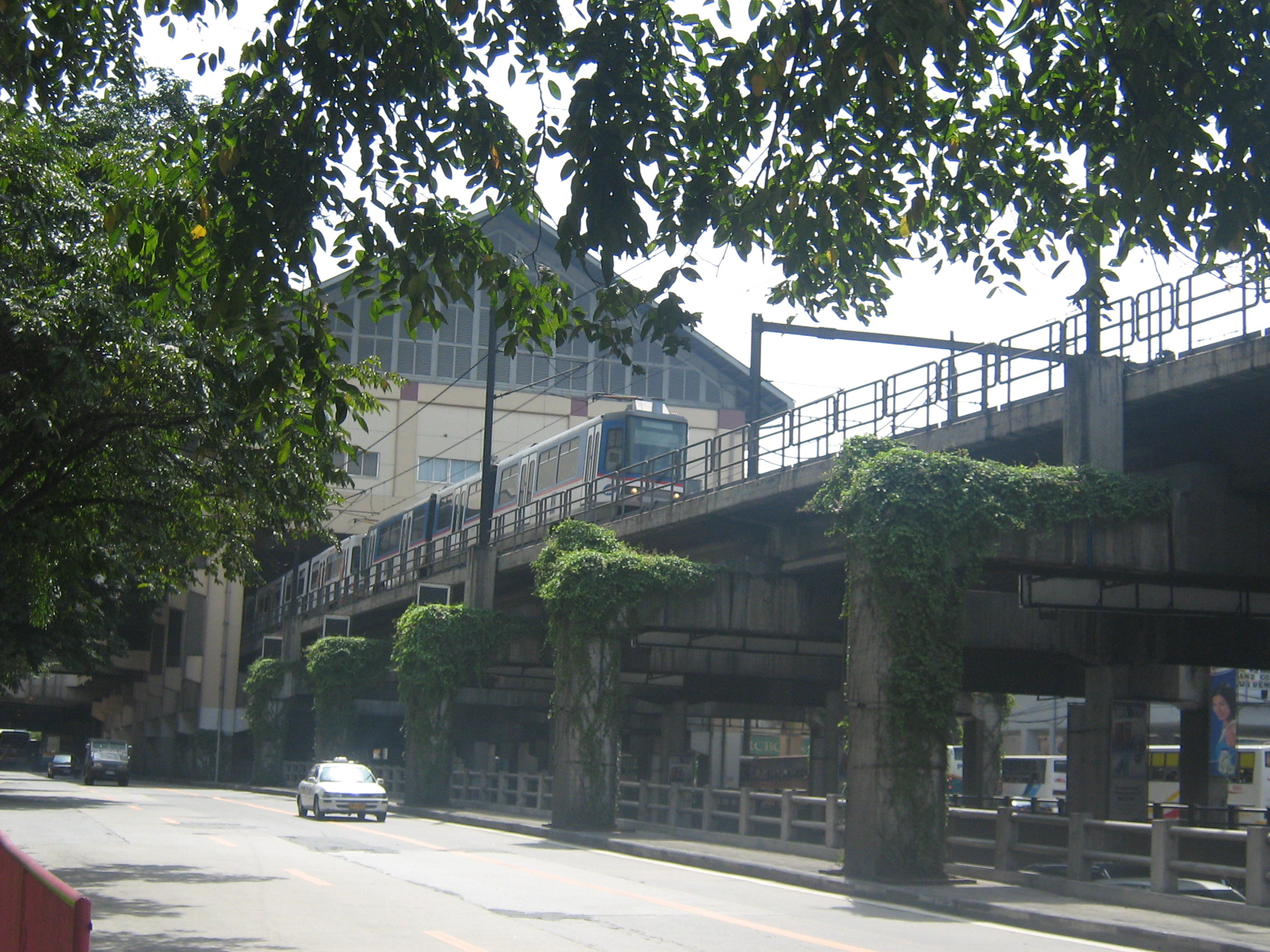
Tren saliendo de la estación Shaw Boulevard.

Uno de sus objetivos principales era descongestionar la Avenida Epifanio de los Santos, haciendo que la gente en vez de tomar micro buses para llegar a sus lugares de destino tomara el metro. No tuvo el éxito que se esperaba, ya que la avenida sigue congestionada por el aumento del parque automotriz. Se espera que la expansión que sufrirá el sistema que abarcaría el tramo restante de la avenida ayude más en su descongestión y que reduzca los tiempos de viaje.
La línea azul es operada por la Corporación de Tránsito del Metro (Metro Rail Transit Corporation en inglés) junto con el Departamento de Transporte y Comunicaciones.

### Datos y funcionamiento de la línea
La única línea de Metro (las otras son de tren ligero) tiene 13 estaciones y recorre 16,95 kilómetros, sirviendo a las ciudades por donde pasa la avenida Epifanio de los Santos: Makati, Mandaluyong, Pasay, Pasig, Ciudad Quezón y San Juan, empezando su recorrido por las estaciones en Avenida Taft para terminar en Avenida Norte. 
Las estaciones de Avenida Taft y Centro Araneta-Cubao combinan con el tren ligero: Avenida Taft está junto a la estación EDSA de la línea amarilla y Centro Araneta Cubao combina con la estación del mismo nombre de la línea púrpura. Estas estaciones son centros de transporte, donde los clientes además de combinar entre las líneas pueden tomar micro buses.
La línea azul está abierta desde las 5.30 hasta las 22.30. Los horarios especiales son comunicados vía PA en las estaciones y también en los periódicos y otros medios masivos. La línea está abierta todos los días del año, excepto en ocasiones especiales y en Semana Santa por mantención anual.

### Historia de la línea

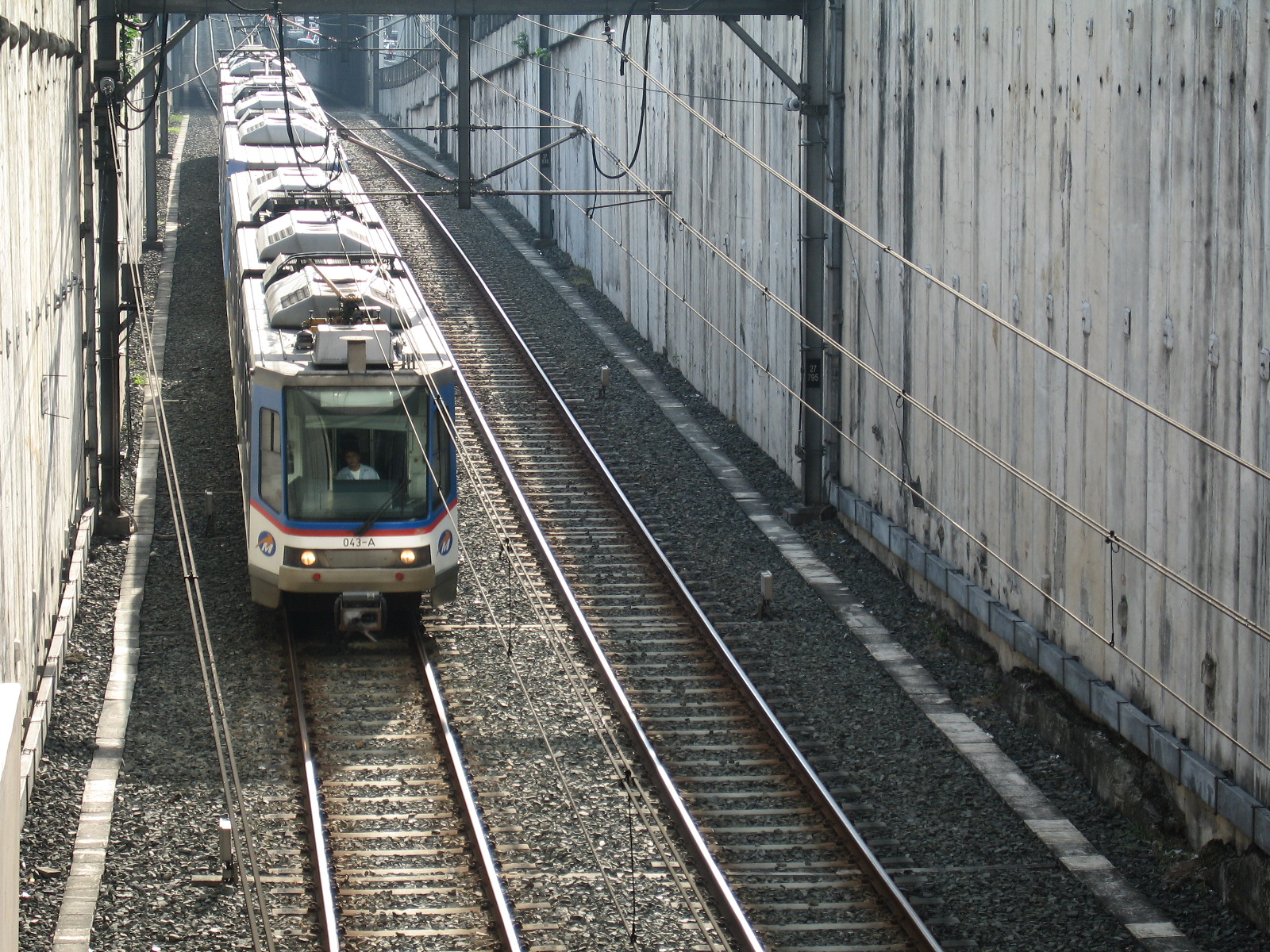
El tren llegando a estación Ayala.

Una línea de metro en EDSA fue prevista en el plan de Electrowatt Servicios de Ingeniería de Zürich, en la construcción del Metro de Manila, incluyendo los trenes ligeros. El plan consistía en una red de 150 kilómetros de líneas de tránsito rápido que abarcaran todos los principales corredores dentro de un plazo de 20 años, incluyendo una línea que pasara por EDSA.
En la década de 1990, la Corporación de Tránsito del Metro obtuvo un contrato Build-Operate-Transfer con el Departamento de Transportes y Comunicaciones. Este departamento tendría la propiedad del sistema y debería asumir todas las funciones administrativas, tales como la regulación de las tarifas y las operaciones. La Corporación de Tránsito del Metro tendría responsabilidad en la construcción y el mantenimiento del sistema y la adquisición de piezas de repuesto para los trenes. A cambio, el Departamento de Transportes y Comunicaciones pagaría a la Corporación cuotas mensuales durante un determinado número de años para reembolsar cualquier gasto efectuado.
La construcción comenzó el 16 de septiembre de 1997, después de la firma del acuerdo de la Corporación de Tránsito del Metro con un consorcio de empresas, que incluía a Mitsubishi Heavy Industries, Corporación Sumitomo y una empresa local, la Corporación EEI, que fue subcontratada para las obras civiles. También se firmó un acuerdo fue firmado con ČKD para que esta última proveiera el material rodante. La Corporación de Tránsito también contrató los servicios de ICF Kaiser Ingenieros y Constructores para que los proporcionara de la gestión de los programas y técnicas de supervisión de los servicios para el diseño, construcción y gestión de la puesta en servicio.
Durante la construcción, la Corporación supervisó el diseño, construcción, el equipamiento, las pruebas y la puesta en marcha, mientras que el Departamento estuvo encargado de la supervisión técnica de las actividades del proyecto cubierto por el contrato BOT entre el departamento y la corporación. El departamento también buscó los servicios de Systra, una empresa de consultoría francesa, en lo que respecta a la competencia técnica, experiencia y trayectoria en la construcción y las operaciones.
El día 16 de diciembre de 1999 se inauguró la sección inicial, de Avenida Norte a la Avenida Buendía, y el 20 de julio de 2000 se inauguró el resto, de Avenida Buendía a la Avenida Taft.
El uso de este transporte fue inicialmente muy por debajo de las expectativas, ya que los pasajeros debían subir largas escaleras para poder entrar en una estación, y las tarifas eran más altas que en el sistema de trenes ligeros. Algunas estaciones habilitaron posteriormente escaleras mecánicas y ascensores para facilitar el acceso y entonces el uso de este transporte ha ido aumentando considerablemente. En 2004 la línea azul tuvo la mayor concurrencia de gente comparando entre las tres líneas, con 400000 pasajeros al día.

### Instalaciones, comodidades y servicios de las estaciones
Con la excepción de Buendia y Ayala, todas las estaciones están al nivel del suelo.

#### Diseño y accesibilidad
Las estaciones tienen un diseño estándar, con una primera planta y una plataforma. La planta está por lo general por debajo de la plataforma, con escaleras, escaleras mecánicas y los ascensores que conducen hasta la plataforma. Los niveles están separados por torniquetes.
El primer nivel incluye boleterías. Algunas estaciones, como el Centro de Araneta-Cubao, están conectados desde la primera planta a una planta cercana de edificios, tales como centros comerciales, y así tener mayor accesibilidad.
Algunas estaciones tienen plataformas isla, tales como Avenida Taft y Shaw Boulevard, o parte de plataformas, como Ortigas y Avenida Norte. Parte de la plataforma en la parte delantera del tren está acordonado para la utilización de la mujer, los niños, los ancianos y los pasajeros discapacitados. Al lado de las estaciones de pasajeros es posible que tengan que entrar en la plataforma para tomar el tren para entrar a otras plataformas, aunque igual que los pasajeros pueden cambiar fácilmente las partes en las estaciones con plataformas insulares. Las estaciones tienen baños en la primera planta.
La mayoría de las estaciones están sin barreras dentro y fuera de la estación, y los trenes tienen espacios para pasajeros en silla de ruedas.

#### Comercio y servicios
Dentro de todas las estaciones hay por lo menos un puesto o stand donde la gente puede comprar alimentos o bebidas. Los puestos de venta varían según la estación, y algunas estaciones tienen puestos de venta de comida rápida. El número de puestos de venta también varía por estación, y las estaciones suelen tener una gran variedad, sobre todo en las estaciones como Ayala y Shaw Boulevard, (Bulevar de Shaw).
Estaciones como Avenida Taft y Avenida Norte son o están conectados a centros comerciales cercanos.
En cooperación con el diario filipino Daily Inquirer, a los pasajeros se les ofrece una copia gratuita del Inquirer Libre, de tamaño tabloide, versión gratuita del Inquirer, que se encuentra disponible a partir del 6 de la mañana en las estaciones Santolan, Ortigas, Buendía y Ayala.

### Seguridad
El metro siempre se ha presentado como un sistema seguro para viajar en él. Esto obviamente ha sido afirmado por la Corporación de Tránsito del Metro, los constructores que levantaron el Metro y el gobierno; esto ha hecho que la línea azul a pesar de los accidentes tenga una buena reputación.

#### Incidentes y accidentes
Los incidentes y accidentes son raros en la línea azul, pero hay algunos que se deben destacar como:
| Fecha                    | Estación             | Detalle |
| ------------------------ | -------------------- | --- |
| 28 de junio de 2004      | Guadalupe y Boni     | Una catenaria se rompió entre las estaciones Guadalupe y Boni, causando que un tren tuviera que detenerse. Los pasajeros entraron en pánico dentro del tren, y un intento de salir violentamente se reoportó, sin causar heridos. A causa del incidente, todos los servicios de la línea azul se suspendieron temporalmente entre las estaciones de Avenida Taft y Shaw Boulevard. |
| 12 de agosto de 2004     | Kamuning             | Otra catenaria se rompió cerca de la estación Kamuning cuando un tren que se encontraba al sur de la estación Avenida Quezón encalló, obligando a sus pasajeros que se encontraban en el interior del tren a ir a la estación de Kamuning a pie. El servicio fue suspendido desde Shaw Boulevard a la Avenida Norte, con gente que comenzó a preguntar si el incidente fue puramente mecánicos o de adrede, ya que algunos afirman que las disfunciones se utilizaron para justificar a la Corporación la convocatoria de tarifas más altas.                                                                                                   |
| 14 de febrero de 2005    | Ayala                | Una bomba explotó en un aparente ataque terrorista en el Día de San Valentín por parte del movimiento separatista Abu Sayyaf en la parada de micro buses abajo de la estación con un balance de muertos desconocido. El grupo Abu Sayyaf se adjudicó los ataques, que incluyeron otros también en las ciudades de Dávao y General Santos, que se produjeron al mismo tiempo que el estallido en la parada de micro buses. El Abu Sayyaf hizo de este su regalo al presidente por el día de San Valentín. Tres sospechosos, uno de ellos de nacionalidad indonesia, fueron condenados a muerte el 28 de octubre del mismo año por sus acciones. |
| 22 de septiembre de 2005 | Centro Araneta-Cubao | Los fuertes vientos que el clima presentó para ese tiempo hicieron que parte de una anuncio de un cartel de lona cayera en los cables del metro. Debido al incidente, miles de personas tuvieron que buscar otro medio de transporte, causando enormes atascos de tráfico en la Avenida Epifanio de los Santos. Todos los servicios del metro desde Shaw Boulevard (Bulevar de Shaw) hasta Avenida Norte se debieron suspender temporalmente. |
| 21 de agosto de 2006     | Boni                 | Los fuertes vientos causaron la caída de una valla publicitaria en la avenida Epifanio de los Santos , con parte de la cartelera en el tejado de la estación de Boni a las 3.30 hora local. Tres carriles de la avenida se cerraron debido al incidente, que causó atascos de tráfico, mientras que la energía eléctrica tuvo que ser cortada durante varias horas después de ocurrido el incidente, ya que partes de la valla se enredaron en los cables de potencia. Los servicios de la línea no se interrumpieron |
| 22 de octubre de 2006    | Ortigas              | Un hombre no identificado fue atropellado por un tren cerca de la estación Ortigas alrededor de las 21.00 hora local después de que se cree hubiera saltado hacia el tren. El hombre, según testigos, era un "niño de rugby", o un muchacho alto de "rugby" (goma de cemento), y se cree que estaba intoxicado en el momento del salto. Las operaciones se suspendieron durante unos diez minutos debido al incidente |

#### Reglas
Los pasajeros en las estaciones de metro son advertidos de no permanecer demasiado cerca del borde de las plataformas para evitar caer en los rieles. Los pasajeros tienen prohibido comer, beber o fumar en el interior de la zona de la plataforma de todas las estaciones de metro y en el interior de los vagones. Las mochilas y los bolsos también son objeto de una inspección porque pueden contener mercancías prohibidas, tales como algunos productos químicos y cuchillos. Los pasajeros también son inspeccionados por guardias usando un detector de metales de mano.
Por razones de seguridad, las personas en estos estados tienen prohibido entrar a la línea azul:
- Las personas que están visiblemente intoxicadas bajo la influencia de sustancias como drogas o alcohol,
- Las personas que portan materiales inflamables y / o explosivos,
- Las personas que llevan objetos grandes de un porte de más de 1,5 metros de alto y / o ancho,
- Pasajeros que lleven animales y
- Los pasajeros que llevan algún producto en lata, citando la posibilidad de que alguna bomba de fabricación casera se oculte dentro de las latas que porte el pasajero.